# Siêu cúp bóng đá Hàn Quốc
Siêu cúp bóng đá Hàn Quốc là sự kiện mở màn mùa giải truyền thống của bóng đá Hàn Quốc kể từ khi thành lập năm 1999. Trận đấu diễn ra giữa đội vô địch K League và đội vô địch Cúp bóng đá Hàn Quốc, Jeonbuk Hyundai Motors là đội không vô địch duy nhất đoạt danh hiệu Siêu cúp. 
Giải đấu đã bị loại khỏi lịch thi đấu Hàn Quốc từ năm 2007.

## Thông tin về giải đấu
- Giai đoạn: 1999-2006
- Đội bóng tham gia: Đội vô địch K League & đội vô địch Cúp bóng đá Hàn Quốc
- Đội vô địch cuối cùng: Ulsan Hyundai
- Đội vô địch nhiều nhất: Suwon Samsung Bluewings (3)

### Nhà tài trợ danh hiệu
| Năm       | Nhà tài trợ   |
| --------- | ------------- |
| 1999–2000 | TicketLink    |
| 2001–2002 | Posdata       |
| 2003      | Không tổ chức |
| 2004–2005 | Không có      |
| 2006      | Samsung       |

## Luật lệ giải đấu
- Đội vô địch giải đấu đấu với đội vô địch cúp
- Trận đấu diễn ra trên sân nhà của đội vô địch giải đấu
- Kết quả quyết định sau hiệp phụ và luân lưu, nếu cần thiết

## Đội vô địch

### Danh hiệu theo mùa giải
| Mùa giải | Vô địch                 | Á quân                 |                    |
| -------- | ----------------------- | ---------------------- | ------------------ |
| 1999     | Suwon Samsung Bluewings | Anyang LG Cheetahs     |                    |
| 2000     | Suwon Samsung Bluewings | Seongnam Ilhwa Chunma  |                    |
| 2001     | Anyang LG Cheetahs      | Jeonbuk Hyundai Motors |                    |
| 2002     | Seongnam Ilhwa Chunma   | Daejeon Citizen        |                    |
| 2003     | Không tổ chức           | Không tổ chức          | Không tổ chức      |
| 2004     | Jeonbuk Hyundai Motors  | Seongnam Ilhwa Chunma  |                    |
| 2005     | Suwon Samsung Bluewings | Busan I'Park           |                    |
| 2006     | Ulsan Hyundai Horangi   | Jeonbuk Hyundai Motors |                    |
| 2007     | Giải đấu bị hủy bỏ      | Giải đấu bị hủy bỏ     | Giải đấu bị hủy bỏ |

### Danh hiệu theo câu lạc bộ
- Nguyên tắc thống kê chính thức của K-League là đội bóng cuối cùng vượt qua lịch sử và kỉ lục của câu lạc bộ tiền nhiệm.[1]

| Câu lạc bộ              | Số lần vô địch       | Số lần á quân  |
| ----------------------- | -------------------- | -------------- |
| Suwon Samsung Bluewings | 3 (1999, 2000, 2005) | 0              |
| Seongnam Ilhwa Chunma   | 1 (2002)             | 2 (2000, 2004) |
| Jeonbuk Hyundai Motors  | 1 (2004)             | 2 (2001, 2006) |
| FC Seoul                | 1 (2001)             | 1 (1999)       |
| Ulsan Hyundai           | 1 (2006)             | 0              |
| Daejeon Citizen         | 0                    | 1 (2002)       |
| Busan I'Park            | 0                    | 1 (2005)       |

## Kết quả
| Đội vô địch K-League | Score | Đội vô địch Cúp FA Hàn Quốc |
| -------------------- | ----- | --------------------------- |
|                      |       |                             |

| Suwon Samsung Bluewings                                                       | 5 – 1 | Anyang LG Cheetahs |
| ----------------------------------------------------------------------------- | ----- | ------------------ |
| Vitaliy Parakhnevych 11' · Saša Drakulić 24', 87', 90' · Shin Hong-Gi 76(PK)' |       | Baek Hyung-Jin 45' |

| Suwon Samsung Bluewings | 0 – 0 (AET, 5 PK 4) | Seongnam Ilhwa Chunma |
| ----------------------- | ------------------- | --------------------- |
|                         |                     |                       |

| Anyang LG Cheetahs                               | 2 – 1 (AET) | Jeonbuk Hyundai Motors |
| ------------------------------------------------ | ----------- | ---------------------- |
| Wang Jung-Hyun 26' · André Luís Alves Santos 91' |             | Choi Jin-Cheul 11'     |

| Seongnam Ilhwa Chunma | 1 – 0 | Daejeon Citizen |
| --------------------- | ----- | --------------- |
| Saša Drakulić 90'     |       |                 |

| Seongnam Ilhwa Chunma | 0 – 2 | Jeonbuk Hyundai Motors        |
| --------------------- | ----- | ----------------------------- |
|                       |       | Namgung Do 18' · Edmilson 89' |

| Suwon Samsung Bluewings | 1 – 0 | Busan I'Park |
| ----------------------- | ----- | ------------ |
| Nadson 28'              |       |              |

| Ulsan Hyundai Horangi | 1 - 0 | Jeonbuk Hyundai Motors |
| --------------------- | ----- | ---------------------- |
| Jang Sang-Won 88'     |       |                        |